# Psicosis cannábica
La psicosis cannábica es un conjunto de síntomas psicóticos con diverso grado de severidad que pueden ser desencadenados, por el consumo problemático de cannabis (marihuana, hachís). Algunos estudios indican que el consumo de cannabis puede producir enfermedades mentales graves como psicosis tóxicas en las que aparecen síntomas como alucinaciones y delirios graves, mientras que otros indican que puede acelerar la aparición de enfermedades psicóticas. La mayoría de los casos de psicosis relacionados con el cannabis son agudos y pasajeros. El potencial de causar estos síntomas es menos común con el consumo de marihuana que con otras drogas, especialmente los alucinógenos.
Las personas con enfermedades psicóticas, o tendencia a ellas deben evitar el uso de cannabis. Las consecuencias pueden ser muy serias para la salud de la persona por lo que se recomienda evitar por completo el uso de cannabis.

## Historia
En la década de 1980 se estudiaron las consecuencias del consumo de cannabis entre la población psiquiátrica, lo que se conoce como «fenómeno de comorbilidad, (estudio ECA).

En la década de 1990 se plantea que existen pocos casos claros y que en la historia clínica existe coincidencia escasa, por lo que se consideraba que no existía una auténtica psicosis cannábica.

Durante la década del 2000 se observa que mientras los estudios con pacientes confirman  que la psicosis cannábica existe, sin embargo algunos estudios de revisión sistemática plantean dudas sobre su existencia.
 Finalmente, hay que recordar que durante las últimas décadas, se han observado altos índices de consumo de cannabis y uso problemático entre personas con esquizofrenia y otras psicosis, confirman que el consumo de cannabis puede estar relacionado causalmente con trastornos psicóticos.  Por los efectos imitadores de la psicosis
(psicotomiméticos) del cannabis, es creíble que las dosis altas de cannabis puedan producir síntomas psicóticos.
La terminología y los criterios sostenidos con anterioridad, cambiaron en la década de 1990.

En la clasificación CIE-10 (1993), aparece el 
trastorno psicótico por uso de cannabis y contempla la aparición de una amplia sintomatología.

En el manual DSM-IV (1996): ya aparece el término trastorno psicótico por uso de cannabis, incluidos en la sección «Esquizofrenia y trastornos afines».

## Signos y síntomas
Algunas personas que usan marihuana pueden experimentar síntomas de psicosis, que incluyen alucinaciones, delirios, paranoia, ataques de pánico, avolición, confusión, despersonalización o desrealización.
No es muy común, pero la psicosis inducida por cannabis necesita tratamiento.
La mayoría de los casos de psicosis relacionados con el cannabis son agudos y pasajeros, pero existen algunas asociaciones preocupantes entre el consumo de marihuana y el desarrollo o empeoramiento de condiciones psicóticas crónicas previas como la esquizofrenia.

La probabilidad de que el uso de marihuana y la psicosis ocurran juntas, es más alta en personas que tienen una predisposición genética a la paranoia y ciertos síntomas relacionados con la psicosis. Por ejemplo, las personas que han experimentado síntomas psicóticos leves antes del uso de la sustancia pueden estar en mayor riesgo de desarrollar psicosis cuando usan marihuana.